# 642 v.Chr.

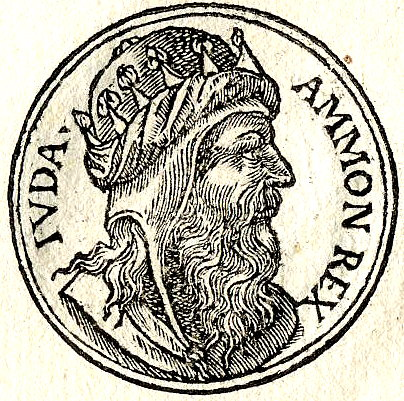
Amon van Juda (r. 642 - 640 v.Chr.)

Het jaar 642 v.Chr. is een jaartal volgens de christelijke jaartelling.

## Gebeurtenissen

### Palestina
- Koning Amon (r. 642 - 640 v.Chr.) wordt heerser over de vazalstaat Juda.

## Overleden
- Manasse, koning van Juda